# 圣莱热代索贝
圣莱热德索贝（法語：Saint-Léger-des-Aubées，法語發音：[sɛ̃ leʒe de.z‿obe]）是法国厄尔-卢瓦省的一个市镇，属于沙特尔区。

## 地理
圣莱热德索贝（48°24'43"N, 1°44'22"E）面积13.18 平方千米，位于法国中央-卢瓦尔河谷大区厄尔-卢瓦省，该省份为法国北部内陆省份，北起顺时针与厄尔省、伊夫林省、埃松省、卢瓦雷省、卢瓦-谢尔省、萨尔特省和奧恩省接壤。
与圣莱热德索贝接壤的市镇（或旧市镇、城区）包括：瓦斯、鲁万维尔。
圣莱热德索贝的时区为UTC+01:00、UTC+02:00（夏令时）。

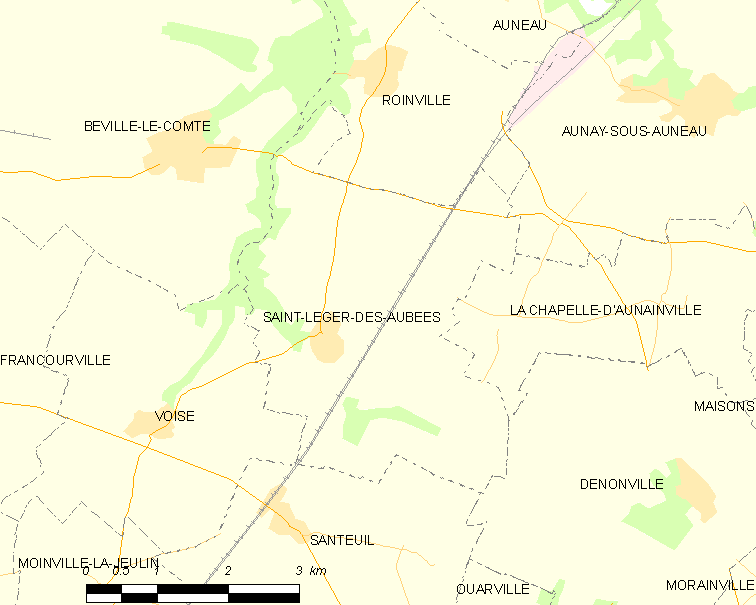
圣莱热德索贝的OSM定位图

## 行政
圣莱热德索贝的邮政编码为28700，INSEE市镇编码为28344。

## 政治
圣莱热德索贝所属的省级选区为欧诺县。

## 人口

1962-2008年间圣莱热德索贝人口变化图示

圣莱热德索贝于2022年1月1日时的人口数量为257人。